# Maximilian Schmidt

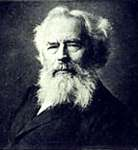
"Waldschmidt"

Maximilian Schmidt, vanligen kallad "Waldschmidt", född 25 februari 1832 i Eschlkam, Oberpfalz, död 8 december 1919 i München, var en tysk författare.
Schmidt tjänstgjorde som ung i bayerska armén och erhöll 1874 avsked som kapten. Han gjorde sig tidigt berömd genom levnadsfriska skildringar ur det bayerska folklivet, Volkserzählungen (1863–68), och fortsatte med outtömlig uppfinningsgåva i en mängd berättelser att skildra sin hembygds folk och natur i åskådliga och med varm humor kryddade skildringar. Hans Gesammelte Werke utkom 1900–07 i 33 band.